# Léopold Stern
Pour les articles homonymes, voir Stern.
Leopold Stern est un écrivain et biographe roumain né le 13 novembre 1888 à Dobrácsapáti (hu) (aujourd'hui Apateu dans le județ de Satu Mare) et mort à une date inconnue. Il a écrit principalement en français et est cité par de nombreux écrivains et historiens français, dont Bernard Michel et Pascal Quignard.
Réfugié au Brésil au début de la Seconde Guerre mondiale, il publie plusieurs livres à Rio de Janeiro, dont un sur la mort de son ami Stefan Zweig, puis parcourt l'Amérique du Sud avant de rentrer en France.